# Xô Bobus
Xô Bobus, também conhecido como Xô BoBus e XôBoBus, foi um software desenvolvido por dois programadores brasileiros que impedia a instalação no Microsoft Windows de cavalos de troia. Fazia o monitoramento de portas, removia 210 trojans e worms, examinava atividades suspeitas em programas duvidosos e vacinava o computador contra novos cavalos de troia. Ele abria várias portas usadas por backdoors, como a 12345 (NetBus) e a 31337 (Sub7) para servir de isca para indivíduos mal-intencionados. Quando o indivíduo mal-intencionado tentava se conectar, ele falhava e o usuário protegido pelo Xô Bobus recebia um aviso de que havia sido realizada uma tentativa de ataque. Era possível rastrear os indivíduos mal-intencionados pelo IP e saber de que lugar do mundo vinha a tentativa de invasão.